# هواشناسی کشاورزی
هواشناسی کشاورزی (به انگلیسی: Agrometeorology) علمی چندجانبه است که نقش اساسی درتولیدات زراعی وحفاظت ازمنابع طبیعی وکوشش‌های بعمل آمده درتقویت توسعه پایداردرقرن بیست ویکم ایفاء می‌کند. هواشناسی کشاورزی مطالعه آب و هوا و استفاده از اطلاعات آب و هوا و آب و هوا برای افزایش یا گسترش محصولات کشاورزی یا افزایش تولید محصولات کشاورزی است. هواشناسی کشاورزی عمدتاً شامل تعامل عوامل هواشناسی و هیدرولوژیکی از یک سو و کشاورزی است که باغبانی، دامپروری و جنگلداری را در بر می‌گیرد.

## نگاهی اجمالی
علیرغم توسعه‌های زیاد در فناوری‌های کشاورزی درچند دهه اخیر، تولیدات کشاورزی هنوزهم به وضعیت جوی واقلیمی منطقه بستگی دارد. ازاین روآگاهی ازمنابع طبیعی موجودوشرایط موردانتظار زیر سطح خاک وحدفاصل خاک وهوای اتمسفرپایین، راهنماییهای سودمندی رابرای تصمیمات راهبردی دربرنامه ریزی طولانی مدت نظامهای کشاورزی فراهم می‌نماید.

## حوزه فعالیت هواشناسی کشاورزی
هواشناسی کشاورزی درموردروابط متقابل بین عوامل هواشناسی وهیدرولوژیکی ازیک طرف ودرمقیاس بزرگتردرموردروابط متقابل بین عوامل هواشناسی وکشاورزی مشتمل بر زراعت، باغبانی، دامداری وجنگلداری ازطرف دیگربحث می‌کند. هواشناسی کشاورزی چنین اثراتی رابررسی وآنهارابرای استفاده‌های محلی درکشاورزی بکارمی گیرد. حوزه فعالیت هواشناسی کشاورزی ازلایه خاک حاوی ریشه‌های عمیق گیاهی شروع وبعدازگذشت ازلایه‌های نزدیک سطح زمین که گیاهان زراعی، درختان وحیوانات زندگی می‌کنند، به مرتفع‌ترین نقطه اتمسفرکه موردتوجه آئروبیولوژی می باشدمی رسد. مورداخیرتوجه ویژه ایی به انتقال فعال بذور، هاگلها، گرده هاوحشرات دارد.
علاوه براین درزمینه اقلیم طبیعی وتغییرات محلی آن، هواشناسی کشاورزی درمواردزیر از اهمیت برخوردار است: اعمال تغییرات درمحیط منطقه (ازجمله بادشکن‌ها، کمربندهای حفاظتی، آبیاری ومحافظت ازیخبندان)، شرایط اقلیمی درمدت انبارداری، وضعیت جوی درداخل انباریامزرعه، شرایط محیطی درپناهگاه‌های دامهاوساختمانهای مزرعه ونقل انتقالات داخلی.

## اهداف و اهمیت

### اهداف ومقاصداصلی
الف) ترویج وبکارگیری کامل دانسته‌های بشری پیرامون فرآیندهای جوی به منظوربهینه سازی تولیدات زراعی، باغی ودامی، افزایش بهره‌وری وکاهش ریسک تولیدات که منجربه بهبودکمی وکیفی محصولات زراعی، باغی ودامی می‌گردد.
ب) کمک به حفظ منابع طبیعی وحفاظت محیط زیست (نظیرجنگلها، مراتع وایستگاه‌های حیات وحش)

### اهمیت‌ها
کاربردعملی این دانش باقابلیت دسترسی وصحت پیش‌بینی‌های وضعیت جوی یاالگوهای جوی موردانتظاربسته به مقیاس زمانی، درارتباط می‌باشد. محدوده نیازهای پیش‌بینی هوا برای کشاورزی ازپیش بینی کوتاه مدت دقیق تفصیلی هوا (یک الی سه روزه) تاپیش گویی‌های فصلی الگوهای هوایی تغییرمی کند.

### اهمیت آمار وضع جوی آب وهوا در تعیین نیازهای آبیاری
تعداد دفعات آبیاری ومیزان آنها بستگی به نیازهای اکولوژی و فیزیولوژیکی محصولات دارد. نیازهای آبیاری را در فصول مختلف را می‌توان با اندازه‌گیری تبخیر و تعرق بلقوه ارتباط دارد تعیین نمود. آبیاری برای تنظیم دمای سطح خاک و دمای لایهٔ هوای بالای آن و برای اجتناب از گرم شدن بیش از اندازهٔ ریشه‌ها و برگ‌ها استفاده می‌شود، آبیاری باید زمانی انجام شود که هوا نسبتاً آرام بوده و اغلب در هنگام شب انجام می‌شود زیرا هوای گرم و حرکت شدید و متلاطم هوا و تشعشع شدید، اتلاف آب را از طریق تبخیر تشدید می‌نماید. ثبت دقیق پارامترهای هواشناسی در طی دوره‌های قبل از آبیاری و همچنین در فواصل بین آبیاری‌ها صورت می‌گیرد.

### اهمیت وضع جوی بر روی کاشت
دوره‌های بحرانی یک نوع گیاه، توزیع ناحیه ای آن نوع را تعیین می نمیاید. هر یک از گیاهان در کد ژنتیک خود دارای آستانه‌های تحمل نسبت به مقادیر گرمایی انتهایی و ابتدایی مقدار معینی از رطوبت می‌باشند. اپتیمم بیولوژیکی بین این مقدار ابتدایی و انتهایی قرار دارد. رژیم حرارتی و رطوبتی خاک‌ها در طی دوره برداشت محصول و تکامل مراحل اولیه فنولوژیکی بر روی قدرت حیاتی گیاه در تمام دورهٔ رویشی تأثیر می‌گذارد
پژوهش‌ها تحت شرایط مصنوعی یا طبیعی در مورد پیش‌بینی رشد و نمو اندام‌ها، تحت تأثیر درجات مختلف استرس انجام شده توسط عوامل هواشناسی و همچنین اثرات جمعی وضع جوی بر رشد و نمو و قابلیت محصول دهی نباتات و قدرت تولیدی حیوانات متمرکز بوده‌اند. با در نظر گرفتن اثر شدید عوامل اقلیمی بر گیاهان و حیوانات انتظار می‌رود که کشاورزی نوین بتواند ارقام جدید گیاهان و نژادهاای انتخابی حیوانات را به بهترین وجهی که با محیط مطابقت داشته باشند تولید کند. تأثیر بارندگی –وضع دائمی خاک و وجود آفتها در آن-ارزیابی سال‌های بارانی و خشک همه تحت تأثیر مستقیم غیر مستقیم اقلیم هستند

### لزوم تنظیم سیستم زراعی با عوامل محیطی هواشناسی کشاورزی و وضع خاک
تحقیقات هواشناسی، انجام ارزیابی‌های کیفی و کمی دربارهٔ تغییرات اقلیمی مربوط به فعالیت‌های بشر و لذا بررسی و کنترل فرایند تلفیقی سیستم‌های اکولوژیکی و کشاورزی در محیط طبیعی بر مبنای علمی و در نتیجه اجتناب از مقادیر و ناهماهنگی‌های بسیار مضر می‌باشد. از بین بردن جنگل‌ها تعادل طبیعت و آب و هوا را از بین می‌برد. عواقب خشکسالی، سیلاب، از بین بردن حیوانات، فرسایش و غیره از نظر اکولوژیکی کشاورزی، به‌طور کلی سبب منتها درجه تسهیل در ایجاد سیستم اگولوژی می‌گردد. تنوع انواع نژادهای جدید محصولات زراعی و دامی کشت یک نوع محصول سبب وارد آوردن زیان‌های شدید می‌گردد.
وجود اینورژنهای (وارونگی دما) درجه حرارت در زمین‌های پست اهمیت زیادی در توزیع گیاهان در این نوع حوزه‌ها و نیز پراکنده گی عمومی گیاهان روی دانه‌ها می‌باشد که ممکن است در ته گودال‌ها در زمستان موجب سرمازدگی گردد لذاکاشتن محصولات زراعی مقاوم مؤثر است.

### اهمیت وضع جوی و آب و هوایی در تولیدات کشاورزی نوین
یکی از وسائل مهم افزایش محصولات کشاورزی، انطباق تکنولوژی با پارامترهای اقلیمی خاص در نواحی کشت می‌باشد. دانستن وضع جوی و اقلیمی و تغییرات دوره ای سالانه و چند ساله پدیده‌های هواشناسی و انحرافات آنها از مقدار عادی از جمله نیازهای عمده در کشاورزی مدرن است. در هر مرحله از رشد ونمو و توسعه، موجودات زنده تحت تاثیرشرایط محیط قرار می‌گیرند. وضع جوی بر روی محصولات کشاورزی قبل و بعد از کشت و در دورهٔ رشد و نمو و دورهٔ رسیدن و زمان برداشت محصول و حتی در مدت انبار کردن تأثیر می‌نماید. عملیات بعد از عملیات محصول از قبیل خشک کردن بذرهای میوه‌ها سبزیجات و سایر محصولات کشاورزی انبار شده تحت تأثیر وضع جوی قرار می‌گیرد
وضع جوی در تغذیه و رشد و نمو و سلامتی و قدرت باروزی حیوانات و همچنین در توزیع جغرافیایی آنها مؤثر است. وضع جوی علاوه بر اثر مستقیم بر روی حیوانات به‌طور غیر مستقیم از طریق علف‌هایی که حیوانات تغذیه می‌کنند و خاکی که روی آن زیست می‌کنند بر روی آنها تأثیر دارند. شرایط جوی نه نتها در سیکل یا دورهٔ توسعه و رشد ونمو آفات وبیماری‌ها اثر دارد بلکه در اقدامات کنترل‌کننده آنها نیز مؤثرند. بدین ترتیب پراکندگی آفت کش‌ها و حشره کش‌ها بستگی به تشعشع خورشید و بارندگی و باد و… دارد. توزیع منطقه ای و برنامه‌ریزی و احداث ساختمان‌هایی که برای حیوانات وگیاهان طرح‌ریزی شده یا برای ذخیرهٔ تولیدات کشاورزی در نظر گرفته شده است بایستی هماهنگی کامل با شرایط اقلیمی داشته باشد
در پاییزهای خشک بدون باران، هر نوع تأخیر در کاشت گندم متحمل خسارات کمتری در مقایسه با وضع اپتیمم نسبت به خسارتی که احتمالاً در پاییزهای سرد و مرطوب به محصول وارد می‌شود دارد. کاشت گندم بعد از برداشت محصول ذرت‌های دیررس هیبرید در پاییزهای تؤام با بارندگی‌های فراوان باعث تنزل قابل ملاحظهٔ عملکرد وحتی از بین رفتن کامل آن خواهد شد.